# Heinrich Bayer (Politiker)
Heinrich Bayer (* 23. Mai 1870 in Zuckelnick, Landkreis Striegau; † 3. Dezember 1954 in Kiel) war ein deutscher Politiker (DNVP).

## Leben
Bayer besuchte die Dorfschule und absolvierte im Anschluss eine Tischlerlehre, die er mit der Gesellenprüfung abschloss. Es folgten Gesellen- und Wanderjahre innerhalb Deutschlands und der Schweiz. Nach der Prüfung zum Tischlermeister machte er sich 1895 in Kiel selbständig. Er war Obermeister der Kieler Tischlerinnung, Vorsitzender des Bezirksverbandes der Tischlerinnungen für Schleswig-Holstein, Lauenburg und Lübeck sowie korrespondierendes Vorstandsmitglied des Bundes Deutscher Tischlerinnungen in Berlin.
Nach der Novemberrevolution trat Bayer in die Deutschnationale Partei (DNVP) ein. Im Februar 1921 wurde er als Abgeordneter in den Preußischen Landtag gewählt, dem er ohne Unterbrechung bis 1928 angehörte. Im Parlament vertrat er den Wahlkreis 13 (Schleswig-Holstein).

## Veröffentlichungen
- Lehrlingsausbildung. In: Schleswig-Holsteinisches Jahrbuch. Bd. 15/16 (1925/1926), 60f.